# Du'á
Du'á je prosebná modlitba konaná buď ve prospěch nějaké osoby (samotného žadatele či jiného člověka), nebo je namířena proti někomu (méně časté). Du'á zasahuje do všech oblastí lidského života a týká se i všedních záležitostí (např. du'á před jídlem, při odchodu z domu, při oblékání apod.).
Aby mohla být modlitba vyslyšena, je nutné ji směrovat k Alláhovi, prosebník musí být muslimem a pro některé du'á (např. za déšť) je nutné dodržet stanovenou formu. Volba slov je v podstatě volná. Často jsou používány texty z Koránu a tradiční modlitby.
Je nutné rozlišovat tuto prosebnou modlitbu od dalších druhů muslimských modliteb, tj. od modliteb:
- salát (povinná každodenní modlitba řídící se závaznými pravidly)
- hizb (individuální či kolektivní recitace částí Koránu)
- dhikr (neustálé opakování Božího jména, příp. jeho přívlastků)
- wird (řádová modlitba připojovaná k modlitbě salát).

Ukázky: „Ó Bože, Písmo sesílající, Zůčtovateli nejrychlejší, přivoď porážku těmto spojencům, ó Bože, přemož je a roztřes je.“ (kletby na nepřítele)
„Ó Bože, buď chvála Tobě neb Tys oděl mě jím. Žádám Tě o jeho dobro a dobro toho, pro nějž byl zhotoven a utíkám se k Tobě před jeho zlem a zlem toho, pro nějž byl zhotoven.“ (při oblékání nového oděvu)